# Mar da Cooperação
O mar da Cooperação, também chamado mar de Sodruzhestva, é um mar do oceano Antártico, entre a terra de Enderby (cujo limite oriental está em 59°34'E) e a plataforma de Gelo Oeste (85°E), na costa da terra de MacRobertson e da terra da Princesa Elizabeth que estende-se por um área de 258,000 km². A a seu leste se encontra o mar de Davis, a oeste o mar dos Cosmonautas. A Estação Davis está localizada na costa do mar da Cooperação.